# 賽爾號大電影6：聖者無敵
《赛尔号大电影6：圣者无敌》（英語：Seer Movie 6: Invincible Puni），是由上海淘米网络科技有限公司运营的的儿童虚拟社区《赛尔号》改编的第六部同名动画电影，影片于2017年8月18日在中国大陆上映。其前作為《賽爾號大電影5：雷神崛起》，及續作為《赛尔号大电影7：疯狂机器城》。

## 票房
该电影累计获得了1.04亿票房。

## 评价
该片时光网评分为5.9分，豆瓣评分为4.6分。部分观众认为剧情等方面仍有待提高，但也有观众看好该作品。